# Daudkandi Upazila
Daudkandi Upazila är ett underdistrikt i Bangladesh. Det ligger i den centrala delen av landet, 40 km sydost om huvudstaden Dhaka.
Trakten runt Daudkandi Upazila består till största delen av jordbruksmark. Runt Daudkandi Upazila är det mycket tätbefolkat, med 1 517 invånare per kvadratkilometer.